# La dama di piazza
La dama di piazza è un romanzo di Michele Prisco, pubblicato nel 1961 e vincitore l'anno seguente del Premio Napoli.
Il libro è stato tradotto in tedesco, inglese, francese e sloveno.

## Trama
Ciro De Simone ha combattuto nella prima guerra mondiale e torna a Napoli, smobilitato nella primavera del 1919. Prima di giungere a casa, incontra un giovane parente della moglie, Raffaele detto Lillino, che si fa riconoscere e gli strappa un invito. A casa, in un quartiere popolare, Ciro ritrova la famiglia: la moglie Amalia, la figlia Aurora (17 anni) e Sofia, sorella nubile di Amalia. Prima della guerra, Ciro aveva fatto il cameriere ed era considerato di condizione inferiore alla moglie, che anzi aveva rotto i rapporti con i parenti, gli Amitrano. Ma ora la presenza di Lillino, giovane studente di legge e ufficiale, il fatto che Amalia abbia risparmiato un bel gruzzolo (prestando denaro a interesse) e l'acquisto di un caffè ben avviato, risollevano la coppia e i parenti affluiscono con tutti i pretesti.
Intanto i giovani non stanno con le mani in mano e Lillino si fidanza con Aurora, ragazza assetata di gioia di vivere. L'amore tra i due riceve varie scosse e il fidanzamento si conclude quando si scopre che Lillino, invece di studiare, perde tutto il suo denaro al gioco e ha finto di essere laureato. Messo alla porta, Lillino viene spedito a Roma dal fratello maggiore, mentre i De Simone, grazie all'ambiziosa Amalia, si trasferiscono in un appartamento quasi signorile. Il passo successivo è la conquista del giovane Alfredo Castiglia, che vive nello stabile con la madre, per il futuro di Aurora. La fanciulla sposa Alfredo, ne ha due figli, ma l'unione tra i coniugi sembra poco riuscita e nessuno capisce perché Alfredo senta il bisogno di arruolarsi volontario per la Guerra d'Etiopia, dove morirà quasi subito, nel 1936.
Dopo questo lutto, Aurora si sente fuori posto nell'appartamento pulito a specchio da Amalia e Sofia e con i figlioli adolescenti non ha molta confidenza. Perciò affianca il padre al caffè, da tempo ribattezzato Addis Abeba. Un barone, Basilio Vasquez, le fa la corte, riesce a sedurla e a sposarla, così Aurora lascia la casa per tre anni. Ma la coppia si separa, senza un vero perché, ed essendo in pieno corso la seconda guerra mondiale, Basilio si arruola e fa perdere le sue tracce. Aurora torna in famiglia, si dedica molto a lavorare al caffè, conosce un nuovo amore nella persona di Oscar, nipote di Lillino e appena più grande dei suoi figli. Oscar è mobilitato come studente medico e presta servizio all'ospedale. La città soffre i continui bombardamenti e sempre più spesso si trovano case e quartieri sventrati.
È Oscar ad imbattersi nel cadavere della ormai vecchia Amalia, perita in uno di questi bombardamenti. È così che il giovane approfitta di Aurora. Ma l'invio di qualche lettera anonima ai genitori del ragazzo provoca l'intervento del padre che lo fa trasferire a Roma e i due amanti non si possono neppur salutare. Da questo momento Aurora si toglie il capriccio di avere rapporti liberi con chi le piace, mettendosi in una china che potrebbe farla precipitare. Ma così non è, in quanto la donna è coraggiosa e sa rialzarsi dopo uno smacco, oppure uscire da una situazione pericolosa. A guerra finita, dopo aver comperato un'automobile e assunto come autista Arturo, uomo senza scrupoli e sempre in cerca di soldi, dopo esserne stata a lungo l'amante, riesce a sbarazzarsi di lui e ad arginare le conseguenze.
Nel dopoguerra la presenza americana suggerisce di ribattezzare il caffè come Caffè Arizona. Tonino, il figlio di Aurora si trasferisce a Roma al seguito degli americani e la figlia Emilia va sposa a un giovane, Enzo, insegnante all'istituto dei sordomuti. Ciro De Simone, che mai ha biasimato la condotta della figlia, si affeziona al nuovo nipote e passa ore all'istituto; in casa smette di parlare. Per fortuna che Lillino va e viene, ha anche accompagnato all'altare Emilia quando si è sposata; ma il vuoto di tante morti si fa sentire. E Aurora si concede i suoi giri in automobile, con un autista molto serio.
Un giorno Aurora invita il padre a fare un giro. Gli chiede dove vuole andare e Ciro sceglie la località di San Martino. Raggiunta la cima che domina Napoli, Ciro sembra aver recuperato la parola, si diverte dall'alto a riconoscere le vie e i quartieri. Anche Aurora vuole vedere e si applica a un cannocchiale girevole per turisti. Lei non ha mai pensato alla vita degli altri e, dopo qualche impaccio con il cannocchiale, si rende conto di quanta gente ci sia nelle vie. Sembrano tutti formiche, ma pieni di vita, e lei non ha mai saputo nulla. La stupefazione è grande e nemmeno si accorge di piangere fino a non vedere più. Ma il padre, rasserenato, è con lei e l'ha sempre capita e amata.

## Edizioni
- M. Prisco, La dama di piazza, Milano, Rizzoli, 1961.